# Frans Deckers
Frans Deckers ou Jan Frans Deckers (né à Anvers le 20 mars 1835 et mort dans la même ville le 18 octobre 1916) est un sculpteur belge. Ses sculptures, réalisées dans un style éclectique, sont en marbre, pierre ou bronze.
Il est le lauréat du Prix de Rome belge de sculpture en 1864. Il réalise essentiellement des sculptures idylliques, teintées d'une nuance romantique très appréciées à Anvers.

## Biographie

### Famille
Le sculpteur Frans (Jan Frans ou Jean François) Deckers, né à Anvers le 20 mars 1835, est le fils de Jean François Deckers, boulanger et de Marie Catherine Stumpers.
Frans Deckers épouse Maria Theresia Venesoen (1839-1918) à Anvers le 23 février 1865. Le couple a six enfants, parmi lesquels le sculpteur Edward Deckers (1873-1956), également sculpteur. Ils demeurent Hemelstraat à Anvers en 1879.

### Formation et carrière

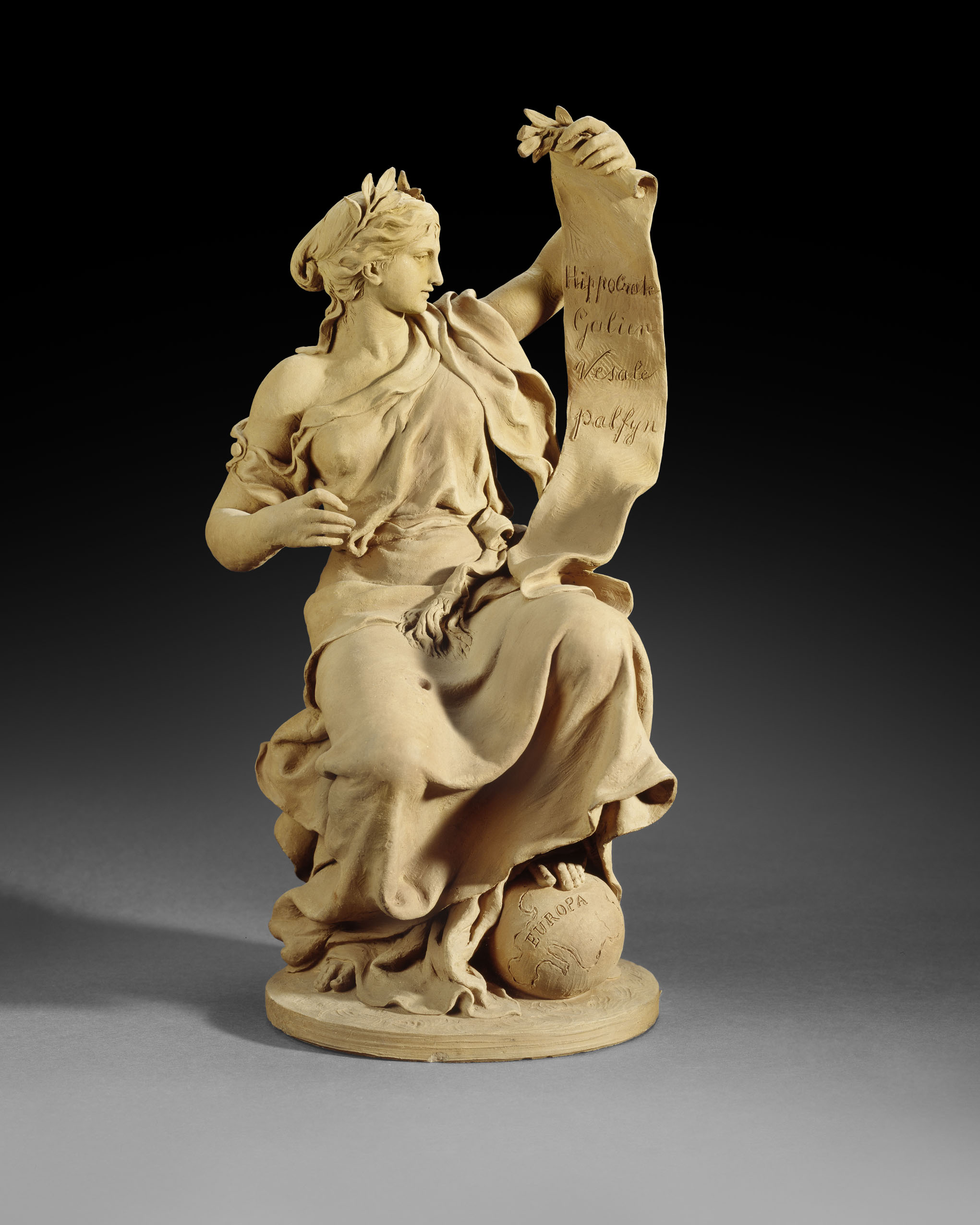
La Médecine, allégorie de Frans Deckers, 1884.

Frans Deckers étudie à l'Académie royale des beaux-arts d'Anvers et suit principalement les cours de Joseph Geefs (composition historique, modèle vivant, anatomie du squelette et anatomie des muscles, mais également ceux de Jean Antoine Verschaeren (expression) et de Louis De Taeye (histoire et costume). À l'issue de sa formation académique en mai 1859, Frans Deckers reçoit le prix d'excellence et cinq premiers prix sur les huit décernés.
En 1859, Frans Deckers se présente au concours du Prix de Rome belge en sculpture, obtenant une mention honorable, le lauréat étant Robert Fabri. Frans Deckers présente, en 1864, au Salon triennal d'Anvers, un buste en plâtre : Judith priant Dieu de l'assister qui est estimée comme un caractère entier, à l'expression bien rendue. En 1864, il se présente une seconde fois au Prix de Rome, dont il devient le lauréat grâce à son Priam supplie Achille de lui donner le cadavre de son fils Hector. Nanti de la bourse de voyage, assortie au prix, et du diplôme de capacité scientifique et littéraire, de janvier 1866 à 1869, Frans Deckers se rend en Italie afin de parfaire sa formation. Il visite, notamment, Pompéi.
De 1885 à 1916, Frans Deckers est professeur à l'Académie d'Anvers. Cette nomination n'est pas sans créer de polémique dans le monde artistique anversois. Robert Fabri souhaitait obtenir un poste de professeur vacant pour le quatrième degré d'études à l'Académie d'Anvers. Bien que Fabri soit proposé comme candidat par le conseil d'administration et le conseil communal, le ministère choisit de nommer, sans qu'il ait postulé, le sculpteur Frans Deckers, clérical affirmé et ami de Jan de Laet, homme politique anversois.
Frans Deckers meurt à Anvers le 18 octobre 1916 à l'âge de 81 ans. Il est inhumé dans la sépulture familiale au cimetière Sint-Fredegandus à Deurne.

## Œuvre
Sélection d'œuvres :

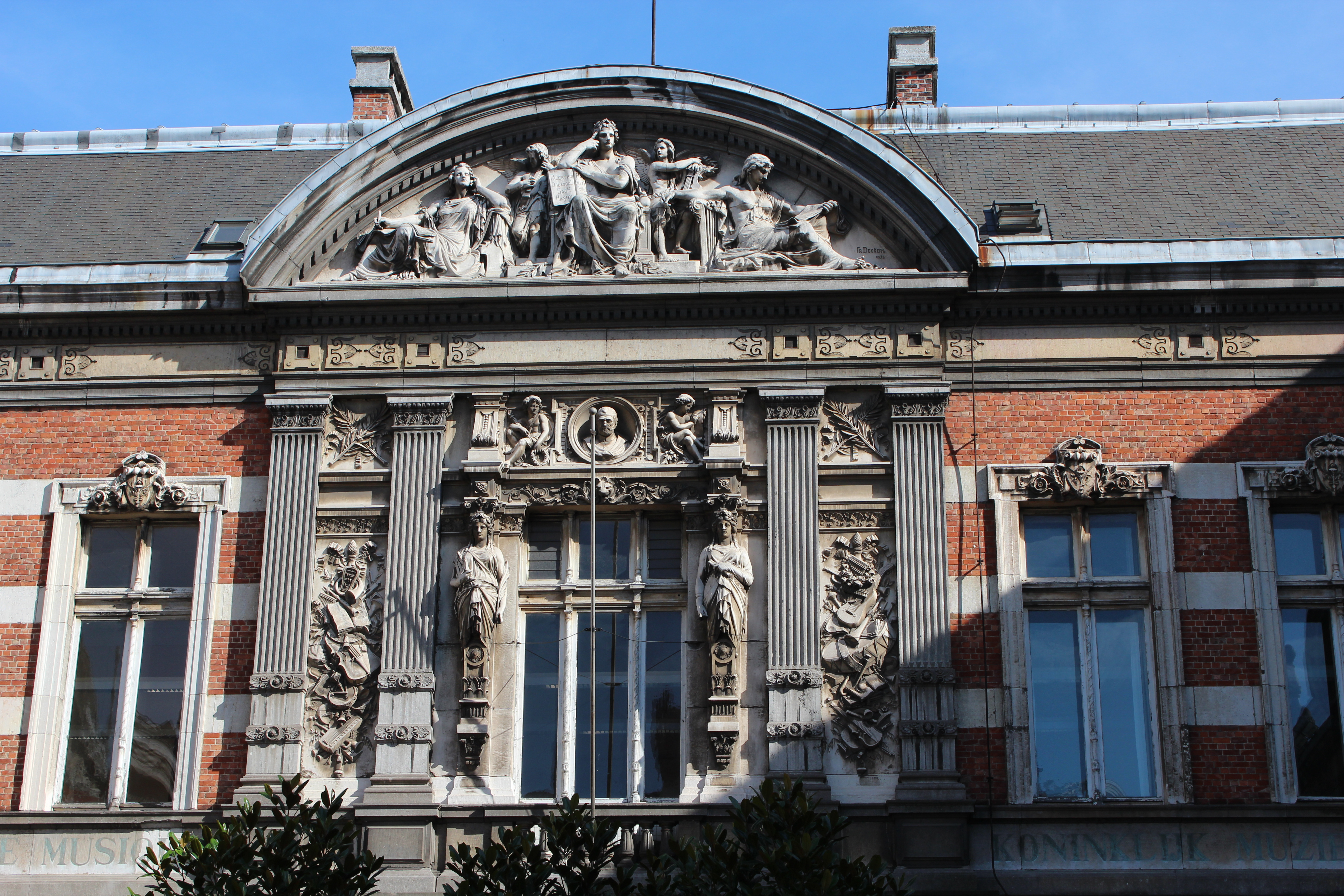
Conservatoire royal de Bruxelles, La Composition musicale.

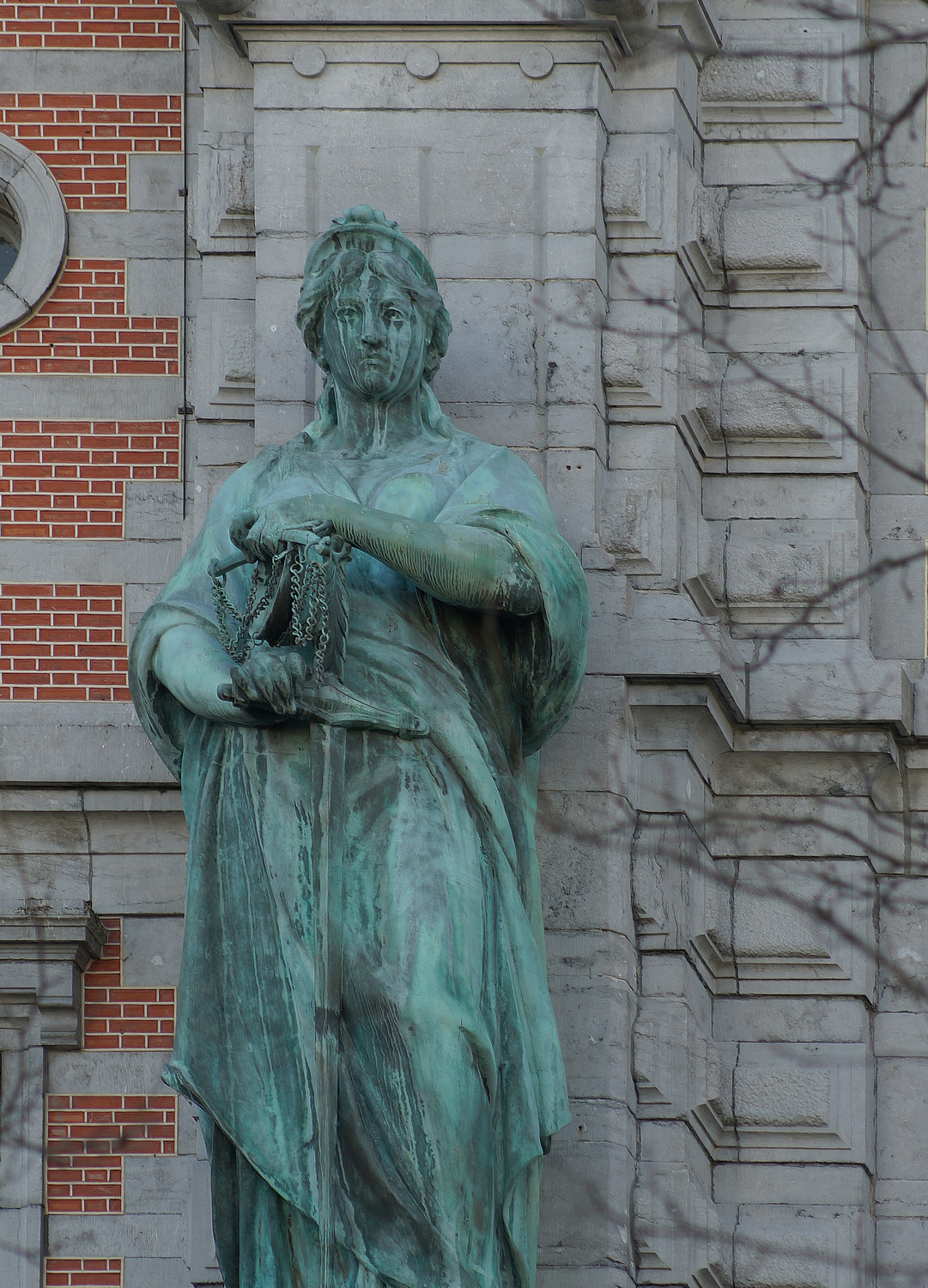
Anvers, Ancien Palais de Justice - Sculpture La Prudence, 1886.

- Anvers, Brittenlei 55, au-dessus de l'entrée de l'ancien Palais de Justice sont sculptées deux figures féminines allongées en pierre de Savonnières avec l'inscription : Prudente et puissante, la Justice et la Loi règnent ;
- Sint-Lenaarts, Sint-Leonarduskerk : statue de Saint Joseph et de l'enfant Jésus ;
- Anvers, Musée Royal des Beaux-Arts :
  - Bacchus chez sa nourrice, marbre (1875) ;
  - L'Aveugle consolé, bronze (1888) ;
  - Mécontent, marbre ;
  - Le Bienheureux Labre
  - Cupidon
  - Vénus et Amour
  - Soirée
  - Tristesse
  - Mère et l'enfant
  - Enfant à la Vigne
  - Mère et deux enfants
  - La Médecine (1884) ;
  - Le génie de Shakespeare, marbre (1894) ;
- 1864 : Exposition triennale d'Anvers, Judith priant Dieu de l'assister, buste en plâtre[3] ;
- Après 1865 : Laeken, une partie du Monument à la Dynastie en l'honneur du roi Léopold Ier, sculpture de la province d'Anvers, représentant Le Commerce et la Navigation ;
- 1876 : Bruxelles, Conservatoire royal, fronton à tympan sculpté, La Composition musicale ;
- 1880 : Anvers, Église Saint-Jacques d'Anvers, vénérable chapelle, statue du Sacré-Cœur en marbre blanc ;
- 1881 : Steenbrugge,  église abbatiale, statue de Saint Benoît et statue de Sainte Scholastique ;
- 1886 : Anvers, ancien Palais de Justice, à gauche et à droite de l'entrée principale, statues en bronze La Prudence et La Loi ;
- 1890 : Anvers, église Saint-Jacques, vénérable chapelle, Statue de Saint Antoine de Padoue ;
- 1898 : Herentals, Grand-Place, statue en l'honneur du paysan guerrier, conception d'Ernest Dieltiens, exécutée par Frans Deckers.

## Honneur
- Chevalier de l'ordre de Léopold (1888)[9].